# Monterrey Open 2013
Monterrey Open 2013 byl tenisový turnaj pořádaný jako součást ženského okruhu WTA Tour, který se hrál v areálu tenisového oddílu Sierra Madre Tennis Club na otevřených dvorcích s tvrdým povrchem. Konal se mezi 1. až 7. dubnem 2013 v mexickém městě Monterrey jako 5. ročník turnaje.
Turnaj s rozpočtem 235 000 dolarů patřil do kategorie WTA International Tournaments. Nejvýše nasazenou hráčkou ve dvouhře byla světová šestka Angelique Kerberová z Německa, která prohrála ve finále.

## Ženská dvouhra

### Nasazení
| Stát     | Hráčka                     | WTA1) | Nasazení |
| -------- | -------------------------- | ----- | -------- |
| Německo  | Angelique Kerberová        | 6.    | 1.       |
| Francie  | Marion Bartoliová          | 11.   | 2.       |
| Rusko    | Maria Kirilenková          | 13.   | 3.       |
| Srbsko   | Ana Ivanovićová            | 17.   | 4.       |
| Rusko    | Anastasija Pavljučenkovová | 25.   | 5.       |
| Belgie   | Yanina Wickmayerová        | 31.   | 6.       |
| Polsko   | Urszula Radwańská          | 33.   | 7.       |
| Japonsko | Ajumi Moritová             | 50.   | 8.       |

- 1) Žebříček WTA k 18. březnu 2013.[2][3]

### Jiné formy účasti
Následující hráčky obdržely divokou kartu do hlavní soutěže:
- Ximena Hermosová[4]
- Ana Ivanovićová
- Ana Sofía Sánchezová

Následující hráčky postoupily z kvalifikace:
- Jovana Jakšićová
- Samantha Crawfordová
- Alla Kudrjavcevová
- Tereza Mrdežová

### Odhlášení
před zahájením turnaje
- Viktoria Azarenková
- Kirsten Flipkensová
- Bojana Jovanovská
- Anastasija Sevastovová
- Aleksandra Wozniaková
- Věra Zvonarevová

### Skrečování
- Kimiko Dateová
- Olga Pučkovová

## Ženská čtyřhra

### Nasazení
| Stát     | Hráčka            | Stát     | Hráčka                 | WTA1) | Nasazení |
| -------- | ----------------- | -------- | ---------------------- | ----- | -------- |
| Maďarsko | Tímea Babosová    | Japonsko | Kimiko Dateová         | 118.  | 1.       |
| Rusko    | Nina Bratčikovová | Rusko    | Věra Duševinová        | 118.  | 2.       |
| Česko    | Eva Birnerová     | Thajsko  | Tamarine Tanasugarnová | 149.  | 3.       |
| Izrael   | Julia Glušková    | Francie  | Laura Thorpeová        | 229.  | 4.       |

- 1) Žebříček WTA k 18. březnu 2013; číslo je součtem umístění obou členek páru.

### Jiné formy účasti
Následující páry obdržely divokou kartu do hlavní soutěže:
- Darja Gavrilovová /  Marcela Zacaríasová
- Ximena Hermosová /  Ana Sofía Sánchezová

### Odhlášení
v průběhu turnaje
- Coco Vandewegheová

## Přehled finále

### Ženská dvouhra
- Anastasija Pavljučenkovová vs.  Angelique Kerberová, 4–6, 6–2, 6–4

Anastasia Pavljučenkovová si připsla třetí singlový titul z mexického turnaje a celkově čtvrtý kariérní ve dvouhře.

### Ženská čtyřhra
- Tímea Babosová /  Kimiko Dateová vs.  Eva Birnerová /  Tamarine Tanasugarnová, 6–1, 6–4